# Marek Epstein

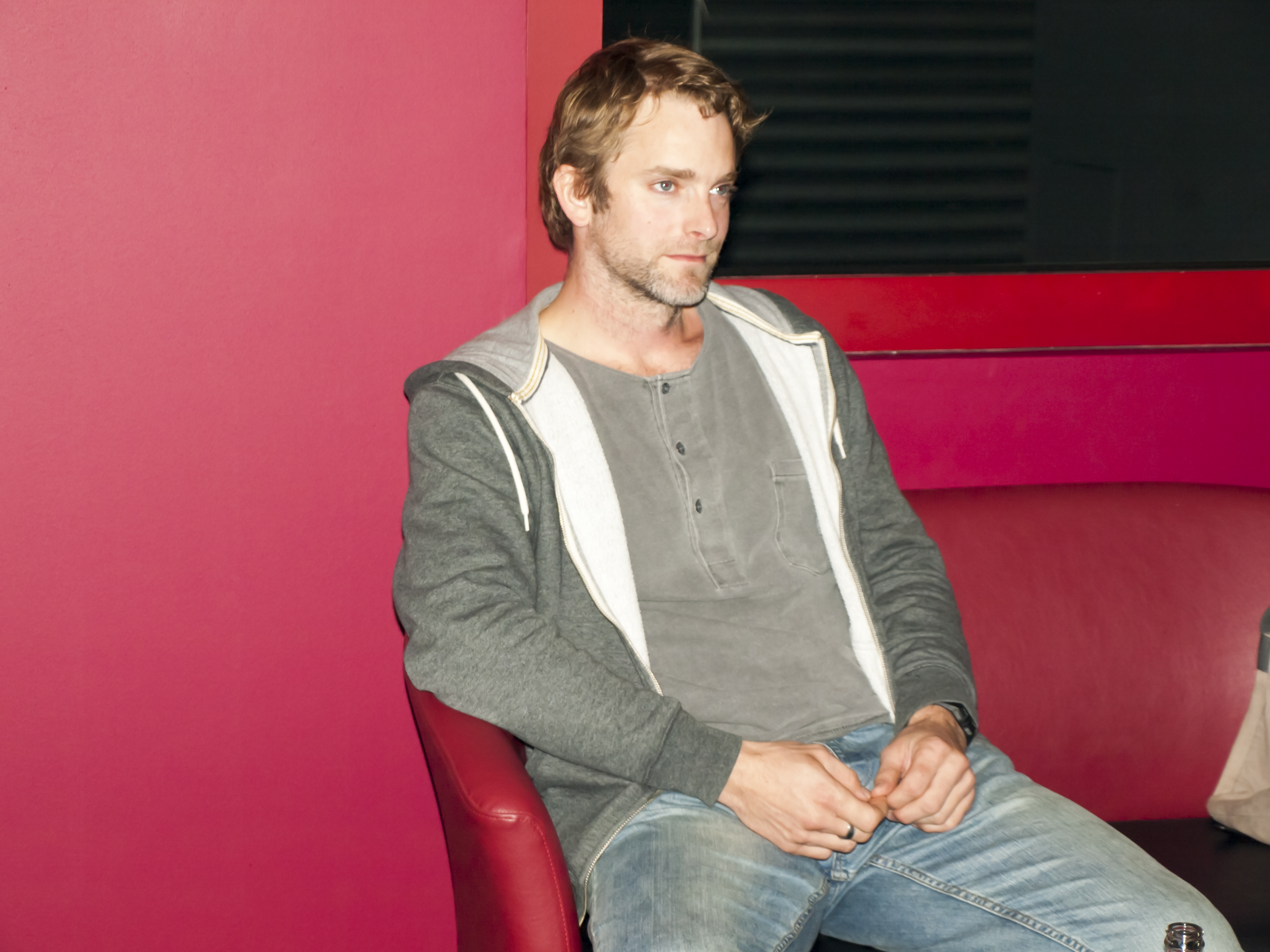
Marek Epstein (2015)

Marek Epstein (* 30. September 1975 in Prag) ist ein tschechischer Drehbuchautor.

## Leben
Der 1975 in Prag, der Hauptstadt der damaligen Tschechoslowakei, geborene Marek Epstein erwarb einen Abschluss als Drehbuchautor und Dramaturg an der dortigen FAMU. Epstein schrieb eine Vielzahl von Drehbüchern für Fernsehproduktionen und Filme. Im Jahr 2007 veröffentlichte er seinen Debütroman Ohybač křížů, 2014 folgte die Kurzgeschichte Ocucanej konec. Gelegentlich spielte Epstein Nebenrollen in Serien und Filmen.
Der Kriminalfilm Im Schatten (Originaltitel Ve stínu) von David Ondříček aus dem Jahr 2012, für das Epstein gemeinsam mit dem Regisseur und Misha Votruba das Drehbuch schrieb, wurde von der tschechischen Film- und Fernsehakademie als bester fremdsprachiger Film beim Oscar eingereicht. In dem in der ehemaligen Tschechoslowakei spielenden Film ist Sebastian Koch in der Rolle von DDR-Major Zenke zu sehen.
Der Historienfilm Charlatan von Agnieszka Holland, für den Epstein das Drehbuch schrieb und der von dem tschechischen Heiler Jan Mikolášek handelt, feierte seine Weltpremiere im Februar 2020 bei den Filmfestspielen in Berlin.
Epstein gilt als einer der erfolgreichsten Film- und Fernsehautoren Tschechiens und unterrichtet an der Filmakademie „Miroslav Ondříček“ in Písek. Zudem ist er Mitglied des Präsidiums des tschechischen Filmpreises Český lev.

## Filmografie (Auswahl)
- 2002: Radhošť
- 2007: Roming
- 2007: Václav
- 2012: Posel
- 2012: Im Schatten (Ve stínu)
- 2013: Bella mia
- 2014: Clona (Fernsehserie, 6 Folgen)
- 2014: Pohádkár
- 2015: Wilsonov
- 2016: Andel Páne 2
- 2020: Charlatan (auch als Schauspieler)
- 2020:  Veteran
- 2023: Bratři

## Auszeichnungen
Český lev
- 2008:	Nominierung für das Beste Drehbuch (Václav)[12]
- 2013: Auszeichnung für das Beste Drehbuch (Im Schatten)[5][11]
- 2021: Nominierung für das Beste Drehbuch (Charlatan)[13]

Internationales Filmfestival Shanghai
- 2008: Auszeichnung für das Beste Drehbuch mit dem Goldenen Pokal (Václav)